# 박종홍
박종홍(朴鍾鴻, 1903년 8월 23일 ~ 1976년 3월 17일)은 대한민국의 교육자, 철학자, 사상가이다. 호(號)는 열암(冽巖). 서울대학교 철학과 교수, 대통령 교육문화담당 특별보좌관 등을 역임했다. 안호상 등과 함께 국민교육헌장을 기초하고 제정하는 데 참여하였다. 박정희 대통령 집권 이후 교육문화담당 특별보좌관을 지냈다.
1920년 평양고보 졸업 후 교사로 교단에 섰다. 광복 이후에는 서울대학교 문리과대학 교수, 문학부장, 문리과대학 대학원장 등을 역임했으며 그밖에 독일 철학 관념론의 영향을 받아 실존주의, 분석철학, 한국 철학 등 다양한 분야를 연구, 섭렵했다. 그밖에 철학 관련 저술 집필을 하였으며, 조선시대의 성리학자들의 정신세계관에 대한 연구도 하였다.

## 생애

### 보통학교, 고등학교 교사 생활
광무 7년(서기 1903년) 평안남도 평양부에서 태어났다.
1920년 평양고등보통학교를 졸업하고 바로 교원 임용시험에 바로 합격, 1921년 18세에 전라남도 교육청에 발령되어 최연소 교사가 되었다. 1921년 3월 1학기부터 보성보통학교에서 교사생활을 시작하면서, 1922년 잡지 《개벽 開闢》지에 〈한국미술사〉를 연재하였다. 그 해에 대구 수창보통학교 교사로 옮겼고, 1924년 철학논문 '퇴계의 교육사상'을 발표하였다. 1926년 고등보통학교 교사자격검정시험에 합격하여 대구고등보통학교 교사로 봉직하였으며, 1929년 경성제국대학 법문학부 철학과에 진학하여 칸트와 헤겔 철학과 공리주의를 연구하였다. 1932년 경성제국대학 철학과를 졸업하고, 경성제국대학 대학원 철학과로 진학했다.
1933년 잡지 《철학》지에 '철학하는 것의 출발점에 관한 일(一)의 문(問)'을 발표하고, 1934년에 경성제국대학 대학원에서 철학석사 학위를 받았다. 그해 경성제국대학 대학원 졸업과 동시에 모교인 경성제국대학 철학과의 조교가 되었다. 

### 대학 교수 생활과 저술 활동
1935년 이화여자전문학교 강사로 옮겼고 다시 경성제국대학 철학과 강사로도 출강하였다. 1937년 이화여자전문학교 문과 철학교과 담당 교수, 1939년 이화여전 문과 과장을 역임하였다.
1940년 조선총독부 학무국으로부터 창씨개명령이 떨어지고 유예기간을 거친 뒤 1941년 창씨개명이 단행되자, 그는 자기 소신을 공개적으로 밝혀 조선인에게는 조선인의 것이 최고라며 창씨개명을 거부하였다. 이후 일체의 정치적인 활동을 삼가고 학문 연구와 교육 활동, 독서 장려 운동, 문풍 진작에 진력하였다.
1945년 경성대학 교수가 되고, 광복 후부터는 본격적인 저술활동을 시작하여, 그 동안 《일반논리학》(1948)·《인식논리학》(1953)·《철학개론강의》(1953)·《철학개설》(1954)·《지성의 방향》(1956)·《철학적 모색》(1959)·《새날의 지성》(1962)·《현실과 구상》(1963)·《지성과 모색》(1967)·《한국의 사상적 방향》(1968)·《한국사상사-불교사상편-≫(1972)·《지각과 의욕》(1972) 등 많은 저작을 남겼다.

### 서울대학교 교수 활동
1946년 경성대학이 서울대학교로 교명을 변경하면서 서울대학교 문리과대학 교수가 되어 1968년까지 봉직했다. 이후 1968년 정년퇴직 때까지 그는 서울대학교 문리과대학 문학부장, 대학원장 등을 역임하면서 인재양성에 힘썼다.
한국 전쟁으로 피난갔다가 1952년 다시 서울로 돌아와 칼럼, 강연 활동을 계속하였으며 1953년 학술원 회원이 되고 그해 종신회원으로 피선되었으며 1954년 한국철학회 회장이 되었다. 서울대학교 교수로 봉직하면서 그는 한국철학회장, 한국사상연구회장, 학술원 회원, 〈국민교육헌장〉 기초위원 등을 겸직하였다.
1960년 〈부정에 관한 연구〉로 서울대학교에서 철학박사학위를 받았다. 1964년 한국사상연구회 회장이 되었다.

### 퇴임 이후
1968년 정년퇴직 후에도 서울대학교 명예교수에 초빙되었고 1968년 성균관대학교 유학대학 학장과 1969년 유학대학원장, 도산서원장(陶山書院長), 1970년 한양대학교 문과대학 학장 등을 두루 역임하면서 학술활동과 언론 활동, 강연 활동, 사회 활동을 계속하였다. 그는 직접 서울과 산골 오지까지 손수 자기 차량과 자비를 부담하여 다니면서 인문학의 필요성과 철학이 무엇인가를 직접 강연하여 인문학의 중요성과 독서의 필요성을 설파하고 다녔다. 1970년 12월에는 대통령 교육문화담당 특별보좌관에 임명되었으며 문화훈장 대통령장을 받았다.
초등학교에서 중학교를 거쳐 대학교에 이르기까지 일생을 오직 후진교육에 바치면서, 또한 학자로서 저술활동을 통하여 철학과 정치 분야에 대해 업적을 남겼다. 또한 생활의 불편과 생계를 이유로 외면당하던 철학에 대한 관심을 다시 불러일으키기도 했다.

### 최후
76년에는 병으로 거동이 불편하였으나 청와대로 출근하였다. 대통령 박정희는 특별히 그에게 자택에서 구두와 유선으로 자신, 혹은 청와대 관료들과 대담하는 것을 허락하였으나, 그는 관리된 도리로 자택에 있을 수 없다며 출근을 강행했다. 1976년 3월 17일 대통령 특별보좌관 재직 중 노환과 과로로 병사하였다. 사후 국민훈장 무궁화장이 추서되었다.

## 학술, 교육활동
호는 열암이고 평양 출생이다. 평양고등보통학교를 졸업(8회로, 함석헌, 양주동과 동기)하고 19세에 교사에 임용되어 전남 보성보통학교에서 교사생활을 시작하였다. 이후 대구고등보통학교 교사를 거쳐 경성제대 철학과에서 학사, 석사학위를 받고 이화여전 강사로 임용된 후 서울대 철학과 교수로 정년퇴임할 때까지 40여 년간 교육활동을 하였으며 이화여전, 경성제대, 서울대 교수, 학술원 회원 등을 역임했다.
1961년 5ㆍ16 군사 정변 후 박정희의 국가재건최고회의 기획위원, 국민교육헌장 기초위원으로 임명되어 일제의 교육칙어를 본떠 만든 국민교육헌장 기초에 일익을 담당하게 되었다. 1922년 ≪개벽≫지에 〈한국미술사〉를 연재하였다.

## 기타
1970년 애그뉴 미국 부통령 방한 이후 김정렴 비서관은 박정희에게 국제정치담당 특별보좌관 신설을 건의했다. 국제정치분야 뿐 아니라 국내의 정치, 문화와 교육, 경제, 사회 등 각 분야의 실력있고 덕망있는 인사를 특별보좌관으로 기용하여 사회 각계의 아이디어와 여론을 수렴하는 것이 좋을 것이라고 하였다. 박정희는 특별보좌관에 가급적이면 기성의 대가보다는 한참 연구성과를 올리는 젊은 교수와, 병역해당자에 있어서는 병역을 필한 인사 중에서 대학별, 출신지별 안배도 고려해서 기용하라고 하였고, 김정렴은 1968년 12월 5일 국민교육헌장을 반포하는 데 참여한 50여 명의 학자를 수소문하던 중 박종홍을 특별보좌관으로 추천하였다.
1970년 12월 10일 대통령 교육문화담당 특별보좌관이 되었다. 김정렴은 혜화동 박종홍의 자택을 직접 찾아 특보제도의 목적과 박정희의 뜻을 전하였으나 박종홍은 고령이라는 이유와 밤새 연구하고 새벽에 취침하는 생활습관을 들어 김정렴의 추천을 사양하였다. 그러나 박정희가 박 선생에 한해서는 오후에 출근해도 좋으니 꼭 모셔오라고 지시한 것을 김정렴에게 전달받자 박종홍은 특별배려를 전해듣고 보좌관직을 승낙, 첫날부터 일반 공무원과 같은 시간에 출근하였다.
대통령 특별보좌관에 취임한 얼마 후 박종홍은 박정희에게 국민 정신문화의 계도와 연구, 진흥을 위한 목적의 국민정신연구원 설립계획서를 작성하여 김정렴에게 협조를 구하고 박정희에게 건의하였다.
사상가이자 민족운동으로는 한국 사상 연구가 전무하던 1972년 여름에 박종홍은 한국사상에 무관심한 당대의 지식인들을 질타하는 글을 <한국사상사>에 발표하였다. 1968년 안호상 등과 함께 국민교육헌장 수립에 참여하였다.

## 사후
교육문화담당 특별보좌관으로 국민정신연구원 설립은 반드시 성취하고자 하였으나 국가재정 상 실현하지 못하였다.
그 후 박정희는 헬리콥터와 자동차편으로 후보지를 물색, 탐사한 뒤 1978년 6월 경기도 판교와 안양으로 가는 길목인 국사봉 기슭 현 위치에 박종홍의 유지대로 한국정신문화연구원을 창립개관하였다. 사후 박정희는 내각에 특별 지시를 내려 국민훈장 무궁화장의 추서를 손수 지시하였다

## 상훈 경력
- 한국학술원상
- 1970년 12월 대한민국문화훈장 대통령장
- 3·1문화상
- 국민훈장 무궁화장

## 평가와 비판
열암기념사업회의 소광희 서울대 철학과 명예교수는 박종홍을 '한국철학 연구의 개척자'로 평가하였다. 일생을 학문에 바쳤던 경건한 삶과 독실한 인품에 수많은 제자가 존경했다고도 한다. 한국 실존주의의 효시라는 평가도 있다. 김정렴은 서양의 철학사상을 우리나라에 올바로 소개했고 한국 사상연구를 본격적으로 체계화했으며 이퇴계와 이율곡의 학문에 정통했고 실학을 깊이 수용했다고 하였다.
박정희 정부에 참여하였다 하여 반대편으로부터 국민교육헌장이 파시즘적 문서라는 혹평을 받기도 하였고, 박정희 정부에서 활동한 경력을 놓고 군부독재에 협력한다, 박정희의 푸들이라는 비판을 받기도 하였다. 그러나 열암 박종홍의 초기 철학 사상을 발표한 경남대 김재현 교수는 우리의 전통 철학과 서양 철학을 종합하려 시도했던 박 교수의 철학에 대한 연구는 한국현대철학의 역사적 연구 뿐만 아니라 한국 지성사의 이해를 위해서도 필수적인 작업이라 하며 그에 대한 비판은 신중해야 한다고 하였다.
물질에 매진했던 박정희가 정신문화 연구원을 만들었다는 것 자체가 방향의 전환이었다. 문제는 정신 문화가 거기에 모이지 않았다는 것이다. 박종홍의 또 하나의 실패는 제자를 키우지 못 했다는 것이다.

## 같이 보기
- 한국 철학
- 민족주의
- 안호상
- 국민교육헌장
- 한국정신문화연구원
- 박정희
- 문정창
- 김정렴
- 김성칠

## 참고 문헌
- 박종홍, 지성의 방향 (백영사, 1956)
- 박종홍, 한국의 사상적 방향 (박영사, 1968)
- 일지사, 스승의 길(일지사, 1977)
- 손인수, 한국교육사상가평전 Ⅱ(문음사, 1990)